# António Bracinha Vieira
António Manuel Bracinha Vieira (Lisboa, 1941) é um médico psiquiatra, antropólogo e professor universitário português. Trabalha entre a antropologia biológica e a antropologia fenomenológica e, sob o nome António Vieira, em literatura e filosofia.

## Biografia
Nasceu em Lisboa no ano de 1941, onde estudou na Faculdade de Medicina da Universidade de Lisboa, vindo a especializar-se em psiquiatria. Doutorou-se pela Faculdade de Medicina da Universidade de Lisboa, com a tese Psiquiatria e etologia: para um modelo bio-comportamental da psicopatologia em 1979, tendo, nesta instituição, feito a agregação e aí regeu a cadeira de Psicopatologia. Desde 1970, interessou-se por Etologia, cujos princípios tentou aplicar às Ciências humanas. Convidado pela Universidade Nova de Lisboa, começou a leccionar na Faculdade de Ciências Sociais e Humanas em regime de colaboração e, a partir de 1990, como professor do quadro. Tem ensinado, na área disciplinar da antropologia, comportamento e evolução humana, investigando nestes domínios: ensinou evolução, etologia animal e humana e paleoantropologia. É professor catedrático desde 1992. Regeu as cadeiras de antropologia biológica e participa no ensino pós-graduado. É membro integrado do CFCUL, faz parte das linhas de investigação de Filosofia das Ciências da Vida e Filosofia das Ciências Humanas e é colaborador do Projecto "A Imagem na Ciência e na Arte". Foi fundador da Sociedade Portuguesa de Etologia e seu primeiro presidente.

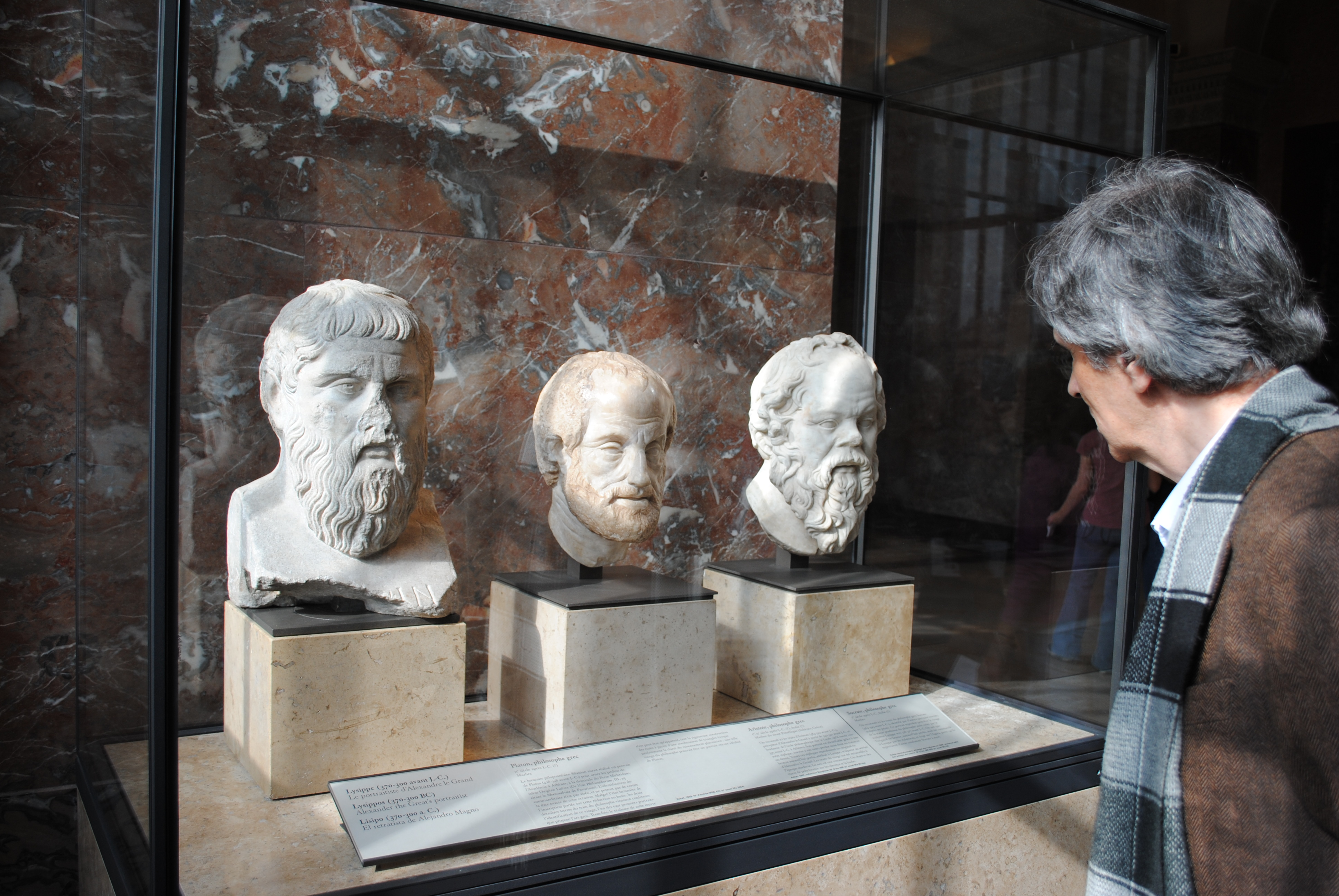
Bracinha Vieira no Museu do Louvre, em 2010.

António Bracinha Vieira criou uma abordagem etológica na análise das patologias endógenas que se revela muito mais consistente e credível do que as explicações da psiquiatria comum, exposta sobretudo, no conjunto de ensaios Etologia e Ciências Humanas (1983), Lisboa: IN / CM., onde se analisam as patologias endógenas decorrentes do afastamento do território, com todas as suas nuances decorrentes do afastamento do centro do território, ou seja, habitualmente dos seres humanos em relação ao grupo doméstico, Parte I – Etologia e Ciências Humanas; Parte II – Um Modelo Etológico da Psicopatologia, Lisboa, Imprensa Nacional – Casa da Moeda, 1983, 545 pp. A obra psiquiátrica de Antóno Bracinha Vieira, dispersa por dezenas de artigos científicos e vários livros, está ainda por compilar e editar de modo conveniente, para ser conhecida pelos profissionais de saúde e pelo grande público.
Publicou também numerosos textos sobre biologia evolutiva, entre os quais os capítulos “Emoção/Motivação”, “Inato/Adquirido”, “Percepção” e “Cognição”, na versão portuguesa da Enciclopédia Einaudi (1996-2000, Imprensa Nacional). 
As suas áreas académicas de interesse, na contemporaneidade, são: a Etologia, a Antropologia biológica, a Filosofia das Ciências Humanas e a Filosofia da Medicina.
Em paralelo com a actividade universitária trabalha em literatura. Recebeu influência da escrita de Proust, Kafka e Blanchot. Publicou sobretudo livros de ensaio e ficção, assinando-os com o nome de António Vieira: Discurso da ruptura da Noite (1976); A fenomenologia da criação artística em Mário Botas (IN / CM, 1983); Doutor Fausto, romance (IN / CM, 1991); Ensaio sobre o termo da História (Hiena Editores, 1994); Metamorfose e jogo em Mário de Sá-Carneiro (& etc., 1997); Tunturi, novela (& etc., 1998); Dissonâncias, contos (& etc., 1999); O regresso de Penélope, romance (Colibri, Junho de 2000). Aventurou-se no teatro escrito em 2015, com o texto O Oráculo.